# Фушекур (Горња Саона)
Фушекур (фр. Fouchécourt) насеље је и општина у источној Француској у региону Франш-Конте, у департману Горња Саона која припада префектури Везул.
По подацима из 2011. године у општини је живело 117 становника, а густина насељености је износила 26,17 становника/km². Општина се простире на површини од 4,47 km². Налази се на средњој надморској висини од 284 метара (максималној 281 m, а минималној 211 m).

## Демографија
| 1962. | 1968. | 1975. | 1982. | 1990. | 1999. | 2011. |
| ----- | ----- | ----- | ----- | ----- | ----- | ----- |
| 131   | 137   | 122   | 100   | 115   | 110   | 117   |

График промене броја становника у току последњих година